# Dafydd ap Gruffudd
Dafydd ap Gruffudd, también conocido como Dafydd III (11 de julio de 1238 – 3 de octubre de 1283), fue Príncipe de Gwynedd hasta la muerte de su hermano, Llywelyn ap Gruffydd, momento en el que se proclamó Príncipe de Gales el 11 de diciembre de 1282. Se convirtió en fugitivo tras declarar la guerra contra la ocupación inglesa de Gales, pero fue capturado y posteriormente ejecutado el 3 de octubre de 1283, por orden del rey Eduardo I de Inglaterra. Fue el último príncipe nativo de Gales antes de la conquista de Gales por Eduardo I en 1283.

## Primeros años
Dafydd fue un príncipe de Gwynedd, el tercero de cuatro hijos de Gruffudd ap Llywelyn ap Iorwerth y su esposa, Senana ferch Caradog, y por tanto nieto de Llywelyn el Grande (Llywelyn Fawr). En 1241, fue entregado como rehén al rey Enrique III de Inglaterra, junto con su hermano menor, Rhodri ap Gruffudd, como parte de un acuerdo para asegurar la liberación de su padre, Gruffudd, que había sido encarcelado por su medio hermano, Dafydd ap Llywelyn. Su hermano Owain Goch ap Gruffydd lo nombró capitán de sus tropas personales cuando Dafydd alcanzó la mayoría de edad, y en 1252 Owain lo invistió como señor del commote de Cymydmaen, en el extremo occidental de la Península de Llŷn.
En 1253, fue llamado a rendir homenaje al rey Enrique III de Inglaterra, quien le ofreció apoyo en caso de que reclamara una mayor porción del territorio de Gwynedd. Sin embargo, su hermano Llywelyn ap Gruffydd se opuso a ello.
En 1255, se unió a su hermano Owain en un desafío contra Llywelyn, pero este los derrotó en la Batalla de Bryn Derwin. Dafydd y Owain fueron encarcelados, aunque Llywelyn liberó a Dafydd al año siguiente y lo restauró en su favor, otorgándole tierras en Perfeddwlad, una región recientemente arrebatada a Enrique. De este modo, Dafydd reconoció el derecho de Llywelyn a conceder esas tierras, alineando sus intereses con los de su hermano.
Dafydd sirvió fielmente a Llywelyn hasta que, en 1263, unas negociaciones secretas con el hijo de Enrique, Eduardo, lo persuadieron para unirse a un ataque contra su hermano. Al año siguiente, Enrique se vio sitiado por un grupo de barones rebeldes, y Llywelyn aprovechó la situación para proclamar su estatus como Príncipe de Gales en 1267, lo cual fue reconocido por Enrique. Dafydd fue nuevamente aceptado en la corte de Llywelyn, pero en 1274 conspiró con Gruffudd ap Gwenwynwyn para asesinar a Llywelyn. Éste fue alertado de la trama y convocó a Dafydd para responder por traición, pero Dafydd huyó a la corte de Eduardo I, quien había sucedido a Enrique en 1272. En 1277, tras el Tratado de Aberconwy, Dafydd fue finalmente reconciliado con su hermano.
Dafydd ap Gruffudd contrajo matrimonio (en algún momento después de 1265) con Lady Elizabeth Ferrers, hija de William de Ferrers, 5th Earl of Derby, y viuda de William Marshal, 2º Barón Marshal (no confundir con el Conde de Pembroke). A través del matrimonio, Dafydd adquirió la propiedad del señorío de Folesham, en Norfolk. Posteriormente intercambió Folesham con John Marshal por el señorío de Norton, Northamptonshire. En septiembre de 1278, aceptó una donación vitalicia por parte del rey Eduardo I de Inglaterra, correspondiente al señorío de Frodsham, cerca de Chester.

## Lucha por Gales
El Domingo de Ramos de 1282, (Maund lo sitúa en marzo de 1281) Dafydd ap Gruffudd atacó los castillos de Rhuddlan y Hawarden, capturando este último. Otros príncipes galeses aprovecharon la ocasión para alzarse en rebelión. Llywelyn, tras una vacilación inicial, se unió a la revuelta de Dafydd, lo que desencadenó la segunda guerra de independencia galesa.
El arzobispo John Peckham intentó intervenir en la guerra sugiriendo que Llywelyn aceptara tierras en Inglaterra a cambio de rendirse ante Eduardo I, mientras que Dafydd debía participar en una cruzada financiada por el rey. Ambos príncipes rechazaron la oferta.
En diciembre, su hermano mayor, Llywelyn ap Gruffydd, Príncipe de Gales, fue asesinado por los ingleses el 11 de diciembre de 1282. Dafydd sucedió a Llywelyn como Príncipe de Gales y ostentó el título durante poco más de siete meses tras la muerte de su hermano.
En enero de 1283, Eduardo I de Inglaterra rodeó la base de Dafydd en Snowdonia con un ejército masivo. Inicialmente, Dafydd operaba desde Dolwyddelan y contaba con el apoyo de diversos refugiados reales provenientes de Powys Fadog y Deheubarth, entre ellos Rhys Wyndod, Rhys Ieuanc y los hijos de Maredudd ab Owain.
Con recursos limitados en hombres y equipo, los pasos que conducían a Dolwyddelan se volvieron indefendibles, por lo que Dafydd se trasladó a Castell y Bere. En abril, Castell y Bere fue sitiado por más de 3.000 hombres, y la pequeña guarnición galesa, comandada por Cynfrig ap Madog, se rindió el 25 de abril.[cita requerida]
Dafydd escapó del asedio y se dirigió al norte, hacia el Castillo de Dolbadarn, un puesto de guardia en el valle de Peris, al pie del Snowdon. En mayo de 1283, se vio obligado a trasladarse de nuevo, esta vez a las montañas por encima de la residencia real galesa en Abergwyngregyn.
David, con unos pocos seguidores, se escondió durante varias semanas y sufrió hambre y frío. Finalmente, se retiró a una ciénaga (Nanhysglain), cerca del Bera Mawr.

## Captura y ejecución

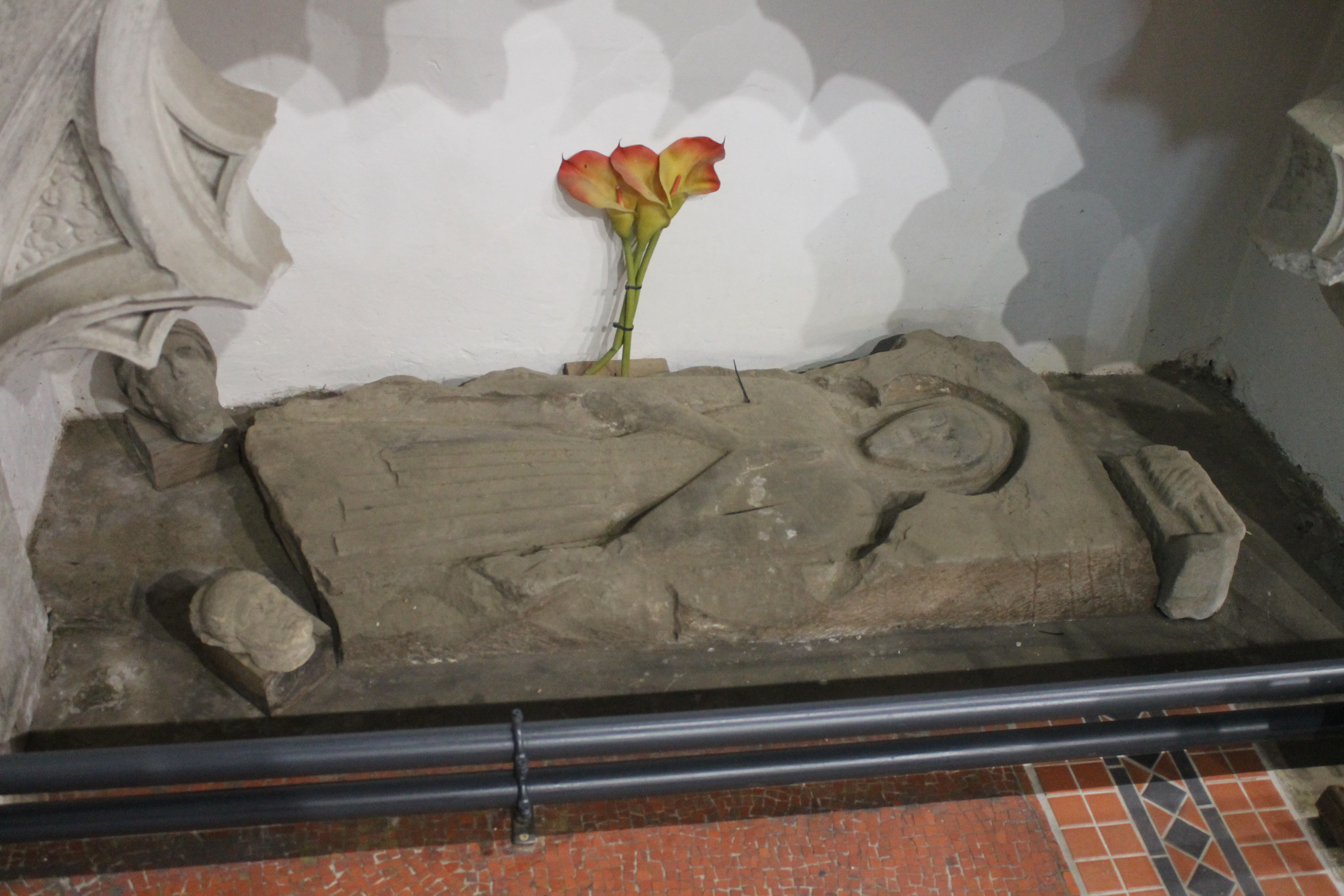
La tumba de la princesa Elizabeth Ferrers, esposa de Dafydd

El 22 de junio, Dafydd y su hijo menor, Owain ap Dafydd, fueron capturados en Nanhysglain, un escondite secreto en un pantano cerca de la montaña Bera Mawr. Dafydd, gravemente herido durante la lucha, fue llevado esa misma noche al campamento del rey Eduardo en Rhuddlan. Desde allí fue trasladado a Chester y luego a Shrewsbury. La esposa de Dafydd, Elizabeth Ferrers, su hija Gwladys, su sobrina recién nacida Gwenllian ferch Llywelyn, el otro hijo de Dafydd y sus siete hijas también fueron capturados al mismo tiempo.
El 28 de junio, Llywelyn ap Dafydd (hijo de Dafydd ap Gruffudd) también fue capturado. Eduardo proclamó triunfalmente que el último de la “ estirpe traicionera”, príncipes de la “nación turbulenta”, estaba ahora en sus manos, capturado por hombres de su misma lengua (per homines linguae suae). La resistencia galesa a la invasión llegó temporalmente a su fin. Ese mismo día, Eduardo emitió convocatorias para reunir un parlamento en Shrewsbury, con el fin de debatir el destino de Dafydd.
El 30 de septiembre, Dafydd ap Gruffudd, Príncipe de Gales, fue condenado a muerte, siendo la primera persona conocida en ser juzgada y ejecutada por lo que desde entonces se denominaría alta traición contra el rey. Eduardo se aseguró de que la muerte de Dafydd fuera lenta, agonizante e histórica: fue la primera persona prominente de la historia registrada en ser ahorcado, destripado y descuartizado, aunque algunos caballeros menores habían sufrido castigos similares anteriormente en el siglo XIII.
Dafydd fue arrastrado por las calles de Shrewsbury atado a la cola de un caballo, luego ahorcado vivo, reanimado, eviscerado y sus entrañas fueron quemadas ante él "por su sacrilegio al cometer sus crímenes en la semana de la pasión de Cristo", y finalmente su cuerpo fue cortado en cuatro partes "por tramar la muerte del rey". Geoffrey de Shrewsbury recibió un pago de 20 chelines por llevar a cabo este acto macabro el 3 de octubre de 1283.
La hija de Dafydd, Gwladys, al igual que su prima Gwenllian ferch Llywelyn, fue enviada a un convento en Lincolnshire —Gwenllian a Sempringham y Gwladys a Sixhills, donde murió en 1336. Los hijos de Dafydd fueron encarcelados en el Castillo de Bristol: Llywelyn ap Dafydd murió allí en circunstancias misteriosas en 1287 o 1288, mientras que Owain ap Dafydd aún vivía en agosto de 1305.
Genealogías no contemporáneas también atribuyen a Dafydd y a una mujer galesa desconocida llamada Tangwystl ferch Owain Fflam un hijo ilegítimo llamado Dafydd Goch de Penmachno, que sobrevivió, aunque no hay pruebas contemporáneas que respalden esa relación.
Un miembro cadete de la casa gobernante de Aberffraw también sobrevivió, Madog ap Llywelyn, quien encabezó una revuelta nacional en 1294–1295. El nieto del hermano de Dafydd, Owain Lawgoch, intentó brevemente recuperar su posición como príncipe hasta 1378.

### Libros
- Calendar of the Close rolls preserved in the Public record office. Prepared under the superintendence of the deputy keeper of the records. Vol.1, 1272-79. London, Printed for H. M. Stationery off., by Eyre and Spottiswoode by Mackie. 1900. Consultado el 26 October 2024.
- Calendar of the patent rolls preserved in the Public Record Office : Edward I, A.D. 1272-1307, vol.1 1272-81. London : Printed for H. M. Stationery Office by Eyre and Spottiswoode. 1893. Consultado el 26 October 2024.
- Davies, John (1994). A History of Wales. London: Penguin Books. ISBN 0-14-014581-8.
- Hurlock, Kathryn (2011). Wales and the Crusades, c. 1095–1291. Cardiff: University of Wales Press. pp. 193-199. ISBN 978-0708324271.
- Maund, K. L. (2006). The Welsh Kings: Warriors, Warlords and Princes (3rd edición). Stroud: Tempus. ISBN 0-7524-2973-6.
- Turvey, Roger (2010). Twenty-One Welsh Princes. Conwy: Gwasg Carreg Gwalch. ISBN 9781845272692.
- Smith, J. Beverley (1998). Llywelyn ap Gruffudd, Prince of Wales. Cardiff: University of Wales Press. p. 579.

### Online
- Leslie (1888). «Davydd III».  En Leslie Stephen, ed. Dictionary of National Biography (en inglés) 14. Londres: Smith, Elder & Co. OCLC 2763972.
- Chisholm, Hugh, ed. (1910-1911). «Encyclopædia Britannica». Encyclopædia Britannica. A Dictionary of Arts, Sciences, Literature, and General information (en inglés) 7 (11.ª edición). Encyclopædia Britannica, Inc.; actualmente en dominio público. p. 860.